# Journal Square–33rd Street (via Hoboken) (PATH)
Journal Square–33rd Street via Hoboken er en jernbanestrækning drevet af PATH. Linjen har farverne gul og blå på PATH's linjekort og togene på denne linje har både gule og blå markørlys. Linjen kører mellem Journal Square i Jersey City, New Jersey og 33rd Street i Midtown Manhattan. Linjen kører fra 23.00 til 6.00 på hverdage og alle dage i weekender og helligdage. Linjen samler Journal Square–33rd Street og Hoboken–33rd Street til en linje i de sene nattetimer.
Hoboken–World Trade Center kører ikke i de sene nattetimer eller i weekender. Passagerer der skal rejse fra Hoboken til World Trade Center ved disse tidspunkter er nødt til at rejse med Journal Square–33rd Street via Hoboken-toget fra Hoboken og skifte ved Grove Street til Newark–World Trade Center-linjen.

## Stationer
| Station            | Køredage                                                  | Overgange | Tilgængelighed              |
| ------------------ | --------------------------------------------------------- | --------- | --------------------------- |
| New Jersey         |                                                           |           |                             |
| Journal Square     | 23.00 til 6.00 hverdage, alle dage i weekender/helligdage | NWK–WTC   | Handicapped/disabled access |
| Grove Street       | 23.00 til 6.00 hverdage, alle dage i weekender/helligdage | NWK–WTC   |                             |
| Pavonia/Newport    | 23.00 til 6.00 hverdage, alle dage i weekender/helligdage |           | Handicapped/disabled access |
| Hoboken            | 23.00 til 6.00 hverdage, alle dage i weekender/helligdage |           | Handicapped/disabled access |
| Manhattan          |                                                           |           |                             |
| Christopher Street | 23.00 til 6.00 hverdage, alle dage i weekender/helligdage |           |                             |
| 9th Street         | 23.00 til 6.00 hverdage, alle dage i weekender/helligdage |           |                             |
| 14th Street        | 23.00 til 6.00 hverdage, alle dage i weekender/helligdage |           |                             |
| 23rd Street        | 23.00 til 6.00 hverdage, alle dage i weekender/helligdage |           |                             |
| 33rd Street        | 23.00 til 6.00 hverdage, alle dage i weekender/helligdage |           | Handicapped/disabled access |